# Ted Galen Carpenter
Ted Galen Carpenter (* 1. Oktober 1947) ist ein US-amerikanischer Politikwissenschaftler am Think Tank Cato Institute.

## Leben
Carpenter wuchs in Milwaukee (Wisconsin) als das jüngste Kind zweier der Demokratischen Partei nahestehender Eltern auf, die den Präsidenten Theodore Roosevelt verehrten. In Opposition zu seinen Eltern unterstützte er 1964 die Kandidatur des republikanischen Präsidentschaftskandidaten Barry Goldwater. Carpenter war von Goldwaters Buch Conscience of a Conservative beeindruckt und kritisierte mit ihm die Größe und Regelungsintensität der Bundesregierung. Gleichzeitig empfand er die konservativen Positionen als heuchlerisch, wenn sie einerseits eine repressive Regierung kritisierten, aber andererseits sich für Zensur sowie das Verbot von Drogen und bestimmter sexueller Vorlieben einsetzten.
Carpenter nahm sein Studium an der University of Wisconsin–Milwaukee auf, wo er seine spätere Frau Barbara kennenlernte. Sie machte ihn mit den Werken von Ayn Rand bekannt, durch die er sich allmählich zu einem Vertreter des Libertarismus entwickelte, der Skepsis gegenüber Regierungen und die Forderung nach individuellen Freiheiten betonte. Damals sei er ein außenpolitischer Falke gewesen, sagt er rückblickend.
Das habe sich durch zwei Ereignisse geändert. Zum einen waren dies die Erfahrungen mit dem gescheiterten Vietnamkrieg und der damit einhergehenden Kommunikation von Militärs und Politikern, die er als lügenhaft bezeichnete. Zum andern sei dies die Auseinandersetzung mit den außenpolitischen Werken der Gründer der USA gewesen, insbesondere George Washington und Thomas Jefferson. Er gelangte zur Auffassung, dass militärische Interventionen grundsätzlich im Widerspruch zum Ziel einer Begrenzung der Regierungsmacht und der individuellen Freiheiten stünden.
Ab Mitte der 1970er Jahre begann Carpenter an der University of Texas in Austin mit seiner Dissertation im Fach Geschichte. Seine Ausrichtung am Libertarismus und seine Kritik an der Außenpolitik der USA intensivierte sich durch die Beschäftigung mit den Werken von Vertretern der Schule des Realismus in den Internationalen Beziehungen, u. a. George Kennan und Walter Lippmann, sowie damals als „Isolationisten“ bezeichneten Autoren wie William Henry Chamberlin und Charles Callan Tansill. Sein Doktorvater wurde Robert A. Divine (1929–2021), der dort seit den 1950er Jahren den Studiengang Diplomatic History mit aufgebaut hatte. 1980 schloss Carpenter seine Dissertation mit dem Titel The dissenters: American isolationists and foreign policy, 1945–1954 ab und erlangte den Ph.D.
Parallel engagierte sich Carpenter seit Ende der 1970er Jahre im libertarian movement, trat der texanischen Libertarian Party bei und unterstützte 1980 die Präsidentschaftskandidatur ihres Vertreters Ed Clark.
Da Carpenter damals die Landschaft an libertär ausgerichteten Fachleuten zu innenpolitischen Themen als gut besetzt einschätzte, jedoch eine Lücke im außenpolitischen Bereich konstatierte, wo er nur wenige schätzte (wie z. B. Earl Ravenal), beschloss er, sich in Außenpolitik zu spezialisieren. Er absolvierte eine dreijährige Forschungstätigkeit bei Walt W. Rostow, früher Sicherheitsberater von Präsident Lyndon B. Johnson und ab 1969 Professor in Austin. Anschließend bewarb er sich beim Cato Institute in Washington, D.C. mit dem Vorschlag zu einem Buchprojekt zur Erosion innenpolitischer Freiheiten durch einen interventionistische Außenpolitik. 1985 wurde er beim Institut eingestellt, 1986–1995 war er dort director des Bereichs foreign policy studies und 1995–2011 Vizepräsident für den Bereich defense and foreign policy studies, seit 2011 gehört er diesem Bereich als Senior Fellow an.
Seit 1985 veröffentlichte er 12 Bücher als Autor, 10 als Herausgeber und über 950 Artikel zu außenpolitischen Themen wie den Beziehungen zu Russland (insbesondere der NATO-Osterweiterung), China, Nordkorea, dem Iran oder dem „War on Drugs“ der USA in Mexiko.

## Veröffentlichungen (Auswahl)

### Bücher
- NATO: The Dangerous Dinosaur. Washington DC.: Cato Institute 2019
- Gullible Superpower: U.S. Support for Bogus Foreign Democratic Movements. Washington DC.: Cato Institute 2019
- The Ties That Blind: How the U.S.-Saudi Alliance Damages Liberty and Security. Washington DC.: Cato Institute 2018
- mit Malou Innocent: Perilous Partners. The Benefits and Pitfalls of America’s Alliances with Authoritarian Regimes. Washington DC.: Cato Institute 2015

### Artikel
- Many predicted Nato expansion would lead to war. Those warnings were ignored. London: The Guardian, 28. Februar 2022.[6]